# アイドルクロニクル
アイドルクロニクルとは、プレイヤーがマネージャーとなり三人のアイドルを成長させていく、タイトーによるスマートフォン向けゲームアプリ。AndroidとiOSで2014年から2016年まで配信されていた。
特有の機能として、ゲーム内ライブの様子を簡単に動画として投稿できる「見せびらかし機能」がある。
2016年5月31日をもってサービスを終了した。

## 概要
コンセプトは「何時でも何処でも愛でることができて、見せびらかせるアイドルゲーム」。
プレイヤーは、マネージャーとなって衣装やステージをカスタマイズしたり、レッスンや営業によってアイドルの成長を助ける。リズムアクションゲームとなっており、プレイヤーの獲得したスコアによって成長具合が変わる仕組み。ただし、音ゲーが苦手なプレイヤーでも無理なく遊べる難易度としている。成長することで、ダンスが上手くなるなどの変化がある。
衣装は1,200万種類の組み合わせがあり、髪型やライブ中の演出も変更可能となっていて、作り上げたライブ映像はYouTubeやニコニコ動画にアップロードできるようになっている。

## 登場人物

### ヒナ（里見陽奈）
CVはM・A・O。17歳、身長158cm、スリーサイズは83/59/80、血液型はB型、誕生日は3月8日。高校生のため、ゲーム内で制服姿が登場する。出身は千葉県。
天真爛漫で好奇心旺盛、感情がすぐに顔に出る。成績が悪くて、特に歴史が苦手。

### ルリ（京極瑠璃）
CVは遠藤ゆりか。19歳、身長164cm、スリーサイズは93/60/89、血液型はO型、誕生日は5月20日。
なんでもそつなくこなすが、天然。かなりの辛党で、いつも「京極ディスティニー」というオリジナルの調味料を携帯している。その辛さはスコヴィル値で200万とも。

### ユリア（松平ユリア）
CVは五十嵐裕美。14歳、身長152cm、スリーサイズは72/57/74、血液型はA型、誕生日は6月12日。中学生のため、ゲーム内で制服姿が登場する。
日本人とドイツ人のハーフ。負けず嫌いで努力は怠らない。歴史好きで、いつもマサムネという名前のペンギンのぬいぐるみを持っている。怒るとドイツ語が出てしまう。

### MAKOTO・KAORU
ゲーム中に登場するサブキャラクター。双子で、ヒナたちの事務所「インベーダー」のOB。どちらも4月1日生まれ、37歳。
- MAKOTO：元ダンサーで、ヒナたちのダンスのコーチ。身長は190cm、アフロヘアーで普段はサングラスをかけている[11]。内気で温厚な性格[12]。
- KAORU：プロのファッションデザイナーで、ヒナたちの衣装デザインも手掛ける。ハツラツとしていて物事をズバズバ言う性格。身長は182cm[12]。

### gal@xy
ヒナたちのライバル。読みは「ギャラクシー」。
- IZUMI：CVは金元寿子[13]。本名は宇都宮美空。15歳、誕生日は7月30日で、ダンスがとても上手[14]。
- SAKI：CVは中恵光城[13]。本名は成田咲。17歳、身長は160cm、誕生日は4月5日。自立心や責任感が強い[15]。
- MIU：CVは湯浅かえで[13]。

## CD
これまでに、「誓いのビジョン」がシングルとして4形態発売されている。通常版には以下の3曲が収録されている。
- 誓いのビジョン
- 弾けてメリーゴーランド
- Happy Smile Sunshine

各キャラクターバージョンには、上に加えてそれぞれ1曲ずつキャラクターのソロ楽曲が収録されている。
- I will take the chance～当たって砕けろ～（HINA）
- SUTEKI MY DAYS（YURIA）
- 今がいつかになる頃に（RURI）

また、特典としてゲーム内アイテムのシリアルコードが付属している。
| 発売日       | タイトル                                                                | 規格品番   |
| ------------ | ----------------------------------------------------------------------- | ---------- |
| 2015年3月4日 | アイドルクロニクル ユニットソングシリーズ『誓いのビジョン』～HINAver～  | PCCG.01455 |
| 2015年3月4日 | アイドルクロニクル ユニットソングシリーズ『誓いのビジョン』～YURIAver～ | PCCG.01456 |
| 2015年3月4日 | アイドルクロニクル ユニットソングシリーズ『誓いのビジョン』～RURIver～  | PCCG.01457 |
| 2015年3月4日 | アイドルクロニクル ユニットソングシリーズ『誓いのビジョン』通常盤       | PCCG.01458 |

## コミカライズ

### あいくろ4コマ
あいくろ4コマは、ファミ通コミッククリアにて公開されていた「4コマ+α」漫画。漫画はからあげ太郎による。2016年3月18日最終話公開。全11話。

### ゆるっとアイドルクロニクル「ゆるクロ」
ポニーキャニオンが運営する無料WEBマンガサイト「ぽにマガ」にて掲載されていた4コマ漫画。作者はms。全10話。

### ヤングエース
2015年4月4日発売の「ヤングエース」2015年5月号から2016年3月号まで連載された。作者は10mo。単行本は全2巻。2号連続で「長門有希ちゃんの消失」とのコラボも行われる。

### 雑誌連載
声優パラダイスR（2015年5月11日 - 2016年3月10日、秋田書店） - 「アイクロ盛り上げ隊〜めざせトップアイドル!〜」

## ラジオ
『アイドルクロニクル 〜ちゃけずにラジオがんばります〜』のタイトルで、2015年4月1日から12月9日まで音泉にて配信。月1回水曜更新。
パーソナリティ
- M・A・O（里見陽奈 役）
- 五十嵐裕美（松平ユリア 役）
- 遠藤ゆりか（京極瑠璃 役）

コーナー
- マネージャー活動報告 - いわゆる、ふつうのおたよりコーナー。
- ねぇねぇマネージャーさん! - パーソナリティー3人にゲームで言って欲しい一言を募集するコーナー。
- アイクロ・ショートストーリー - キャラで演じてもらいたいミニドラマの「お題」を募集し、ショートストーリーをお送りするコーナー。
- トップアイドルへの道 - パーソナリティー3人がアイドルに必要なゲームに挑戦するコーナー。
- もしもアイドルクロニクルが◯◯だったら〜もしクロ〜 - 「アイドルクロニクルのもしも」の世界をシミュレーションするコーナー。毎回発表されるお題に対しての回答を募集する。

## ニコニコ公式生放送
「『アイドルクロニクル』マネージャー会議!」は2014年11月24日から2015年9月11日までニコニコ生放送より配信していた。

## イベント
2014年
- 12月27日：サイン入りポストカード配布イベント[21]

2015年
- 3月3日・3月6日：CD発売記念お渡し会[22]
- 3月8日：P's LIVE 02 ～LOVE＆P's～出演（ゲーム内ユニットH.Y.R.（M・A・O、遠藤ゆりか、五十嵐裕美）として）[5]
- 3月15日：デビューシングル発売記念イベント[23]
- 5月2日：1st LIVE[24]
- 5月31日：@JAM2015
- 12月27日：みるくらりあっとVol.8

## スタッフ
- キャラクターデザイン：植田和幸
- 楽曲制作：Team-MAX（水谷広実、片山修志、加藤賢二）
- ゲームBGM：ZUNTATA（小塩広和）
- 音響監督：納谷僚介
- ゲーム制作：ハ・ン・ド

### これまでの主要スタッフ
- チーフプロデューサー：郷田努（ - 2015年3月31日[25]）